# Образование в ДР Конго

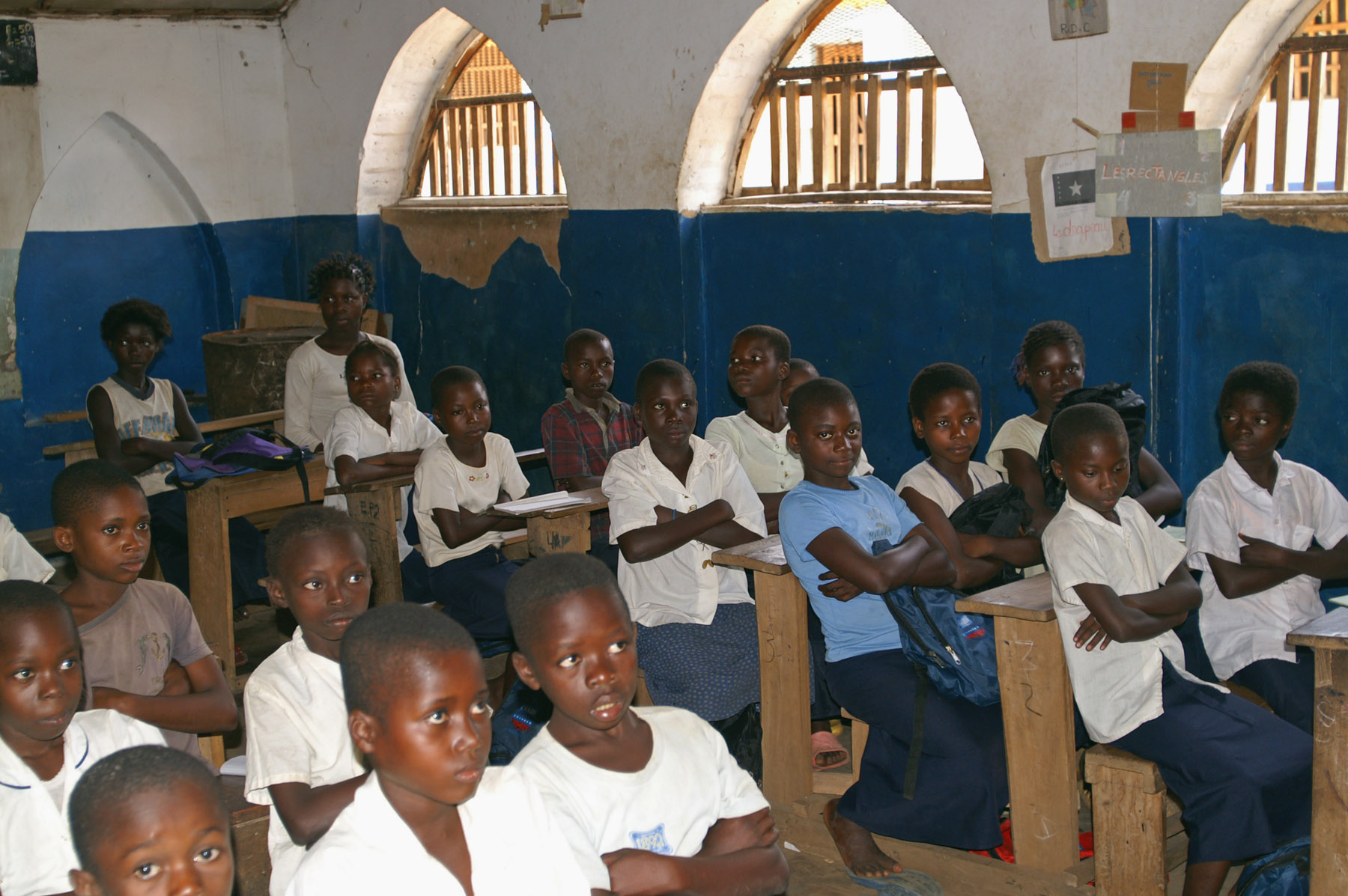
Учащиеся начальной школы в ДР Конго

Начальное образование в Демократической Республике Конго не является ни обязательным, ни свободным, ни универсальным, и многие дети не могут ходить в школу, потому что родители не в состоянии заплатить вступительный взнос. Родители обычно должны платить зарплату учителям. По состоянию на 1998 год, начальное образование получали 50 % детей. Этот показатель основан на числе официально зарегистрированных учеников начальных школ, что не отображает фактическую посещаемость школ. В 2000 году 65 процентов детей в возрасте от 10 до 14 лет посещали школу. Из-за 6-летней гражданской войны более 5,2 млн детей в стране не получают образования.
Образовательная система в ДР Конго регулируется тремя министерствами: Ministère de l’Enseignement Primaire, Secondaire et Professionnel (MEPSP), Ministère de l’Enseignement Supérieur et Universitaire (MESU) и Ministère des Affaires Sociales (MAS).
Система образования в ДР Конго аналогична бельгийской. В 2002 году насчитывалось более 19 000 начальных школ, в которых обучались 160 000 учеников и 8000 средних школ, в которых обучались 110 000 учеников. По состоянию на 2021 год, по оценкам всемирной книги фактов ЦРУ, 80 % населения в возрасте от 15 лет и старше умеют читать и писать из них 89,5 % мужчин и 70,8 % женщин.

## Учебные заведения в Киншасе
- Американская школа в Киншасе[англ.]
- Институт Н’Джили (Institut de N’Djili)
- Лицей Сент-Жермен, Н’Джили (Lycee Sainte Germaine)
- Коммерческий технический институт Н’Джили (Institut Technique Commercial)
- Институт Нгуйя, Н’Джили (Institut Nguya)
- Институт Кимбангисте, Кимбансеке (Institut Kimbanguiste)
- Институт Вилука, Кимбансеке (Institut Viluka)
- Даниэль Комбони, Н’Джили (Daniel Comboni)
- Институт техники и механики (Institut Technique Professionel and Mechanique)
- Институт Седеке, Н’Джили (Institut Sedeke)

## Научно-исследовательские центры и институты
- Centre régional d'études nucléaires de Kinshasa (CREN-K)
- Centre d'études égyptologiques Cheik Anta Diop de l’INADEP -formation et recherche
- Centre d'Études des Religions Africaines (CERA)
- Institut Congolais pour la Conservation de la Nature, ICCN
- Institut Africain d'Études Prospectives — INADEP